# Düne am Ulvenberg von Darmstadt-Eberstadt
Die Düne am Ulvenberg von Darmstadt-Eberstadt (auch: „Ulvenbergdüne“, „Düne auf dem Escholl“, „Escholldüne“, „Eberstädter Düne“ und „Eselskopp“) ist ein Naturschutzgebiet am Westrand der Gemarkung Darmstadt-Eberstadt. Das Naturschutzgebiet ist etwa 8,89 ha groß.

## Geologie
Die Sanddüne am Ulvenberg (Binnendüne) wurde am Ende der Weichseleiszeit im kalten Tundrenklima durch Sandaufwehungen aus pleistozänem Flugsand gebildet.
Die Flugsanddünen in Darmstadt-Eberstadt sind Teil eines ca. 130 Kilometer langen Dünenzugs, der sich von Rastatt bis nach Mainz erstreckt.

## Flora
Die Düne am Ulvenberg lässt sich in verschiedene Vegetationseinheiten untergliedern:
1. Kiefernmischwald
2. Pfriemengras-Steppenrasen
3. lockerer Silbergras-Trockenrasen
4. xerothermer Pfriemengras-Trockenrasen

## Naturschutzgebiet
Teile der Düne waren seit 1938 unter der Bezeichnung „Düne auf dem Escholl“ als Naturdenkmal geschützt. Seit 1991 ist die Düne Naturschutzgebiet, seit 2001 auch FFH-Gebiet.
Schutzgrund ist die Erhaltung der Dünenflora.
Auf dem Areal sind zahlreiche Pflanzenarten vorhanden, die geschützt, schützenswert oder gefährdet sind.

## Etymologie
Am Ulvenberg: Wahrscheinlich eine Ableitung vom alten Personennamen Ulfo (Wolf).

## Bildergalerie

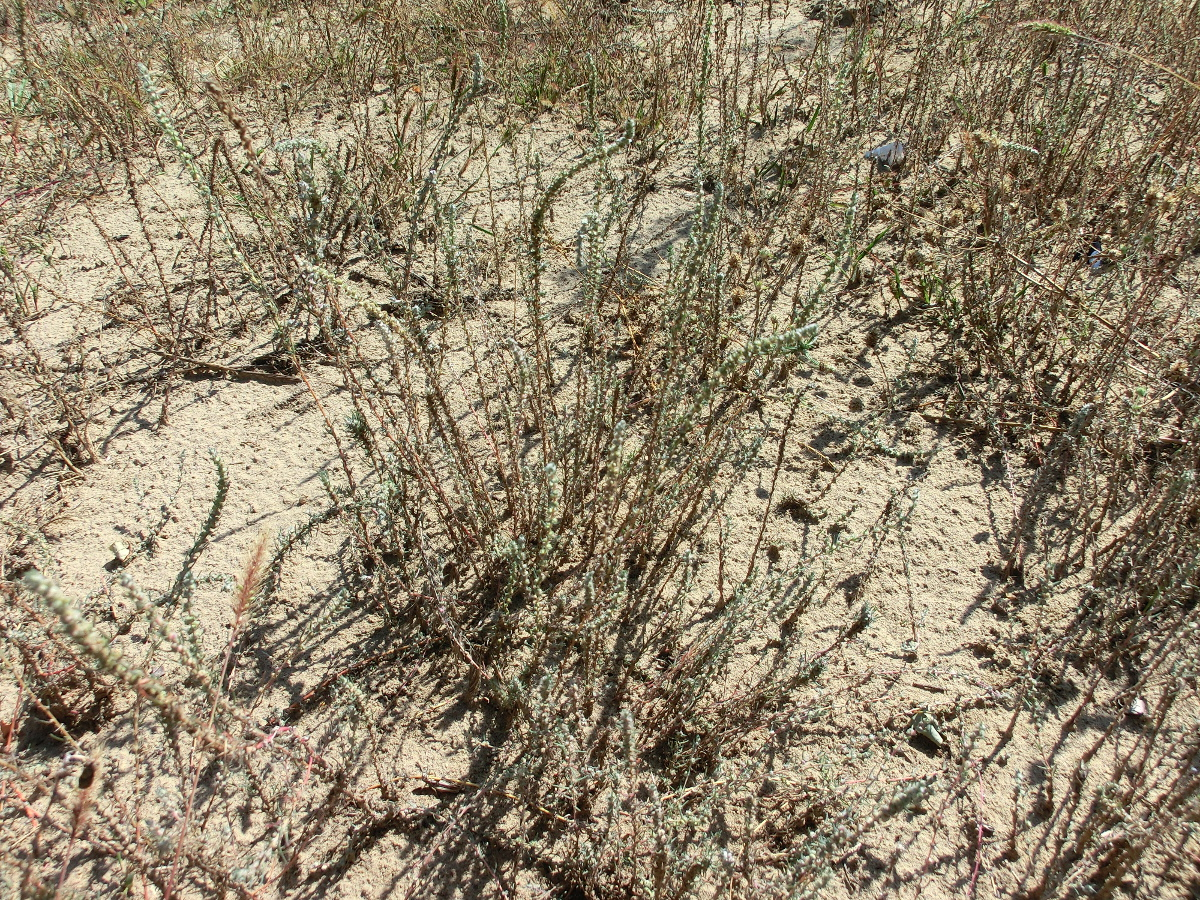
Sand-Radmelde (Bassia laniflora) (2012)
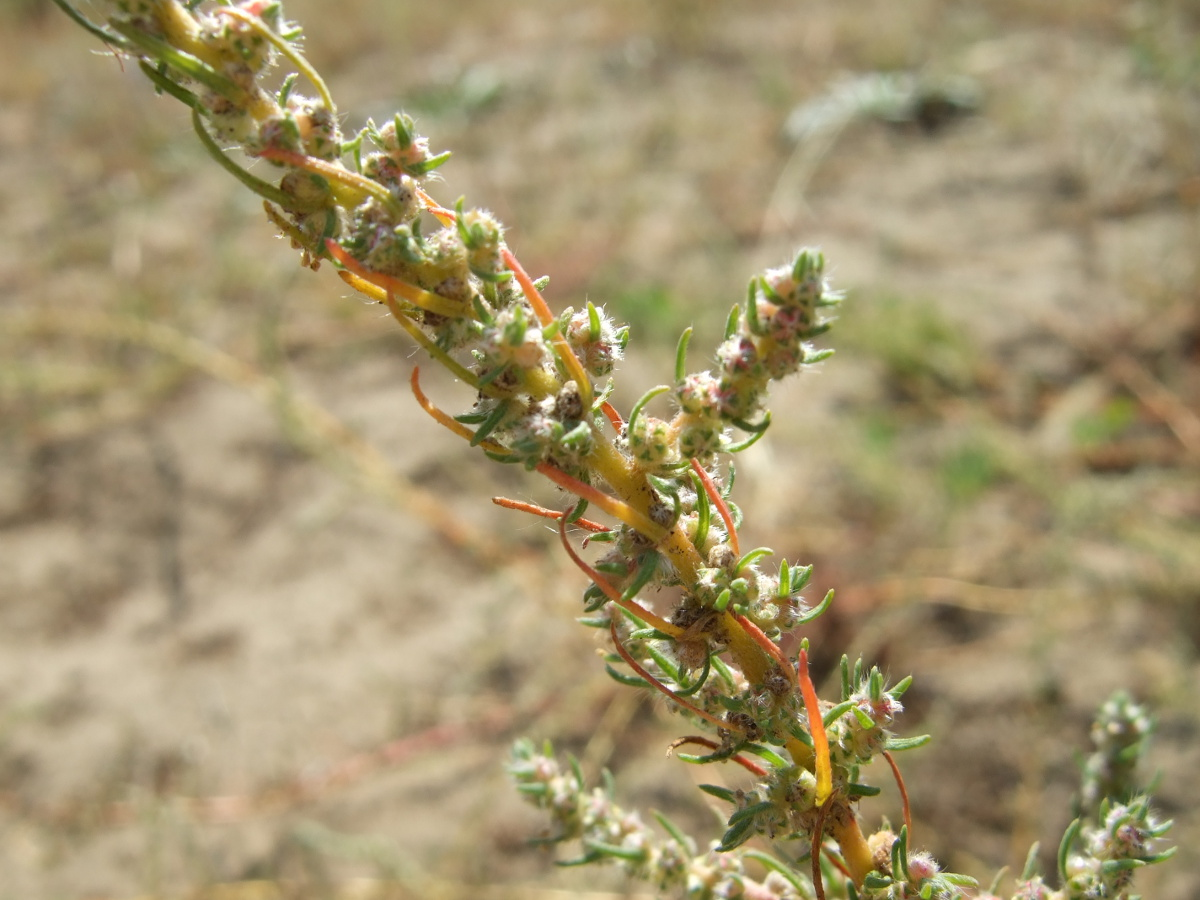
Sand-Radmelde (Bassia laniflora) (2012)
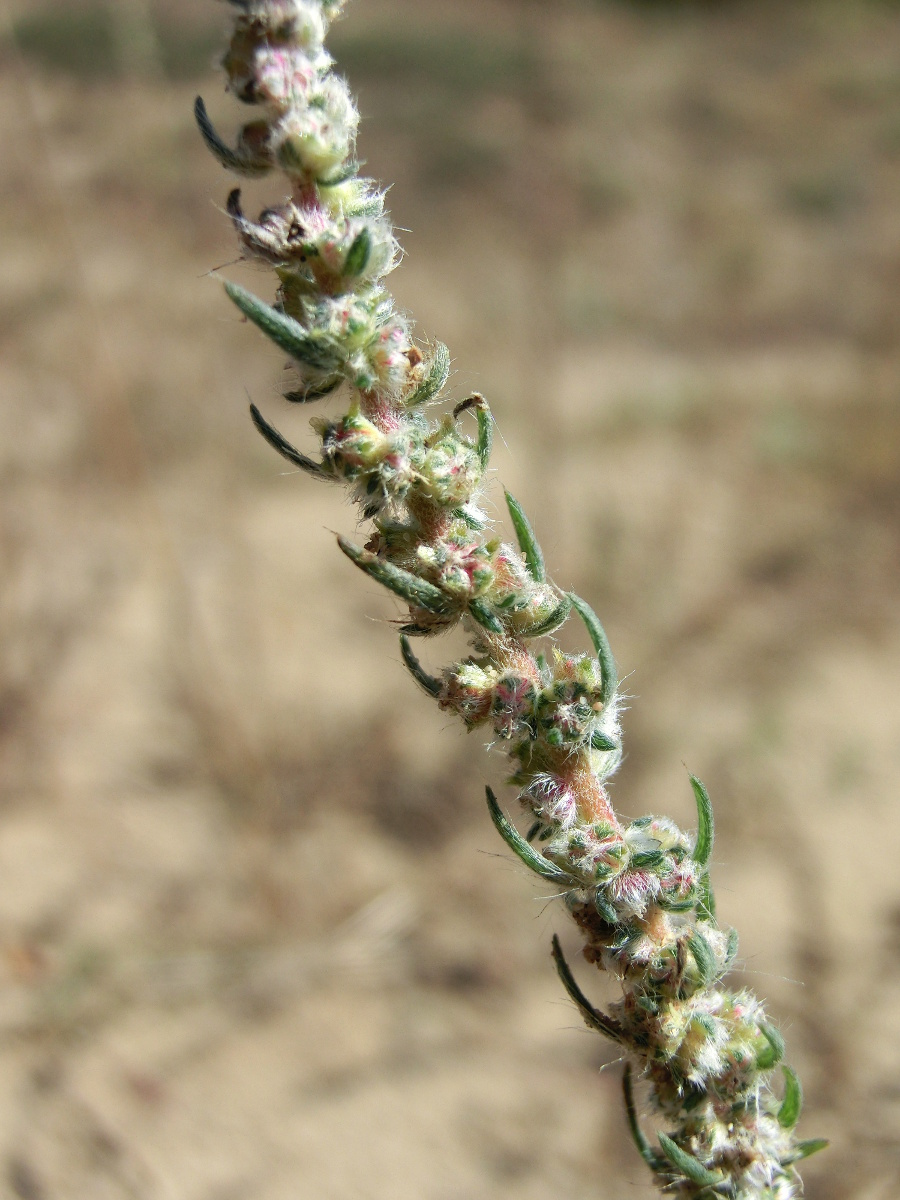
Sand-Radmelde (Bassia laniflora) (2012)
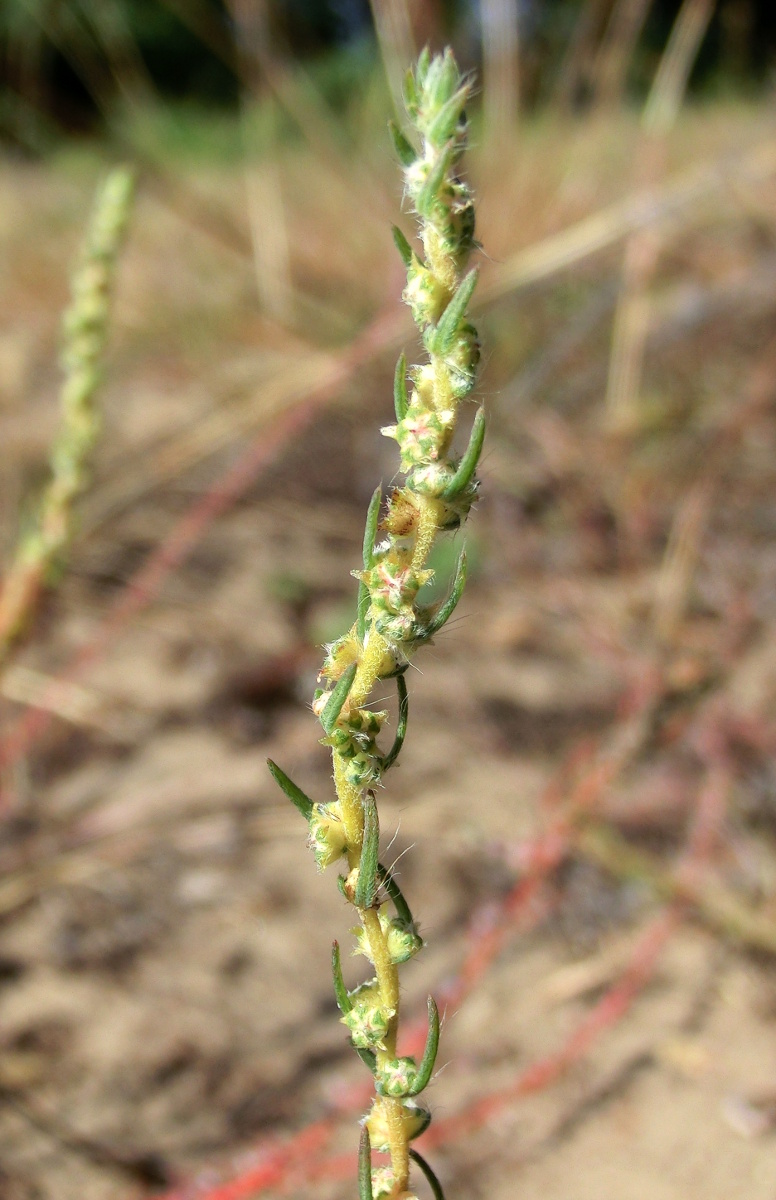
Sand-Radmelde (Bassia laniflora) (2012)
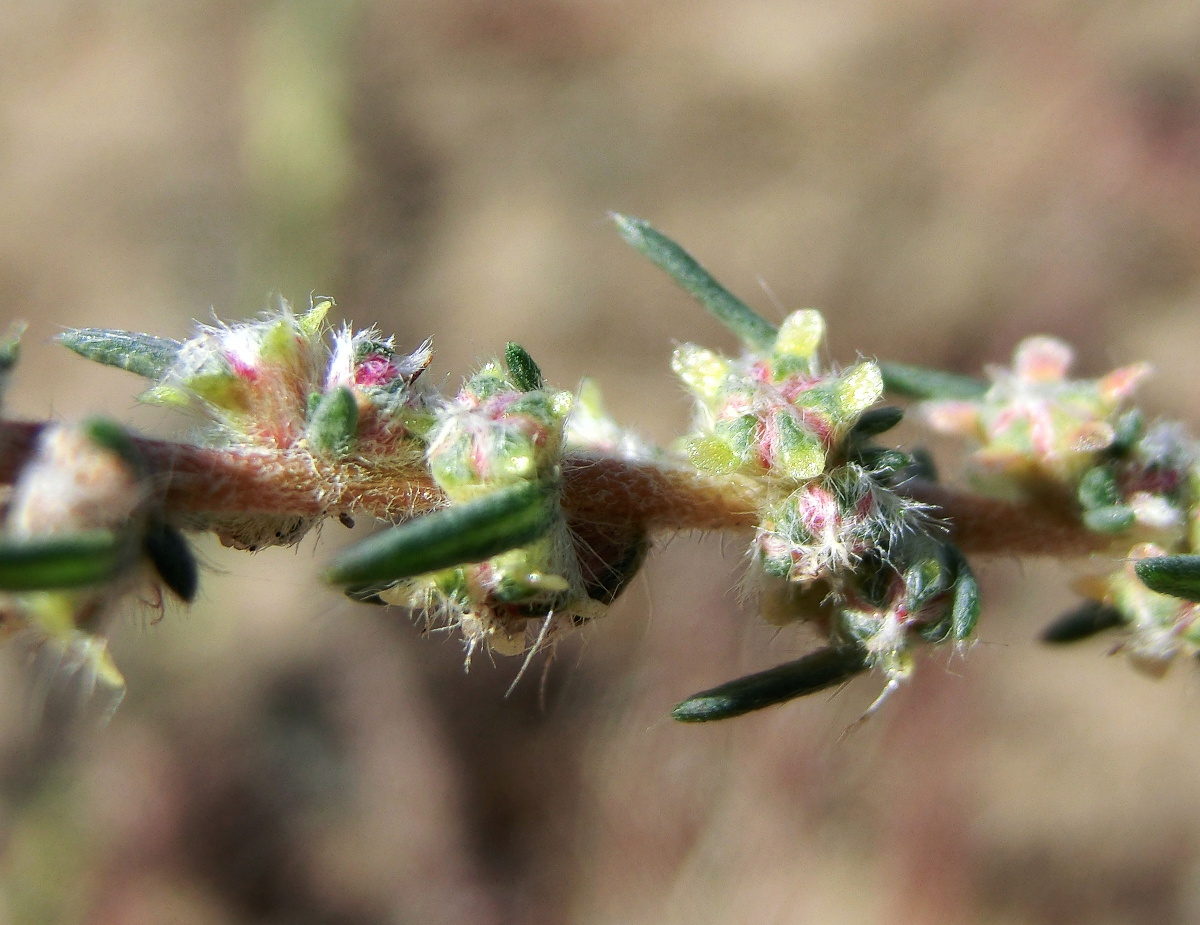
Sand-Radmelde (Bassia laniflora) (2012)
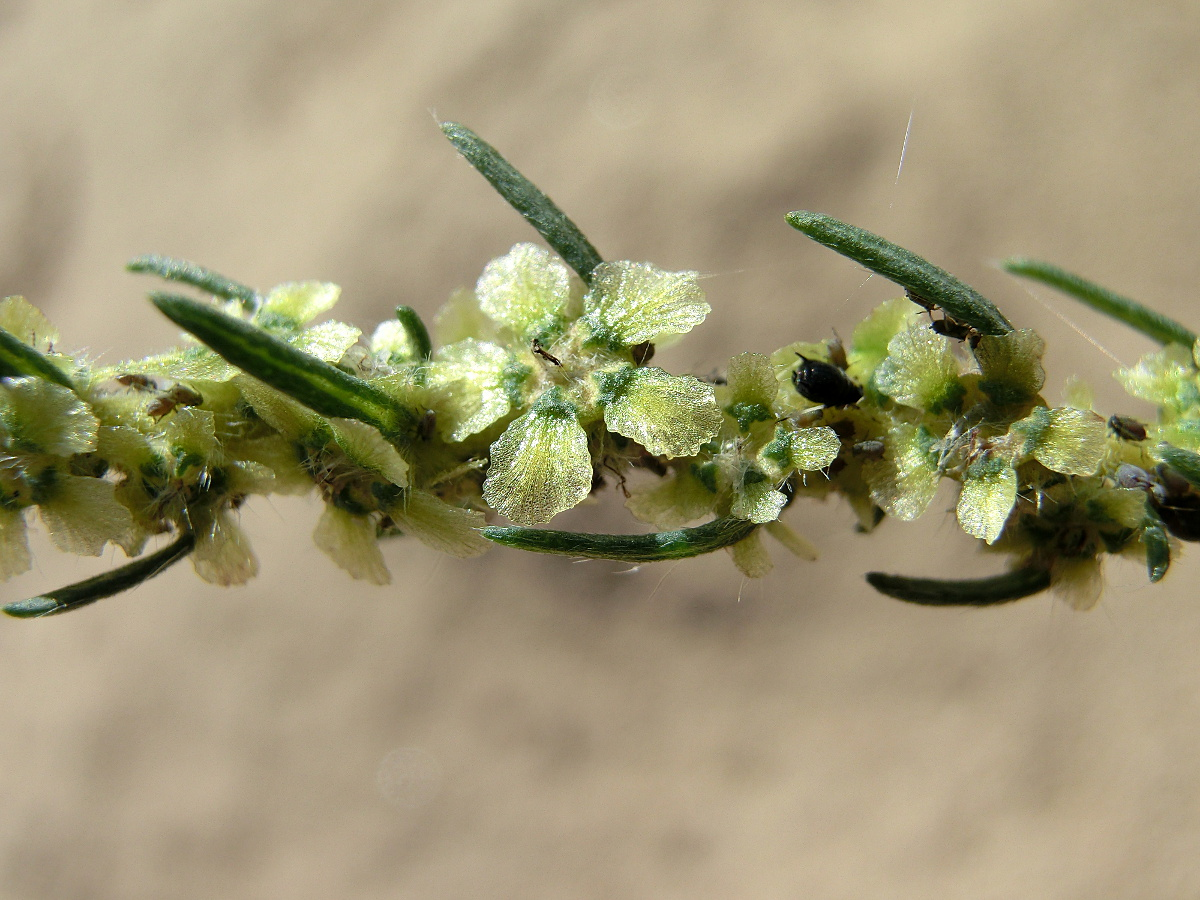
Sand-Radmelde (Bassia laniflora) (2012)
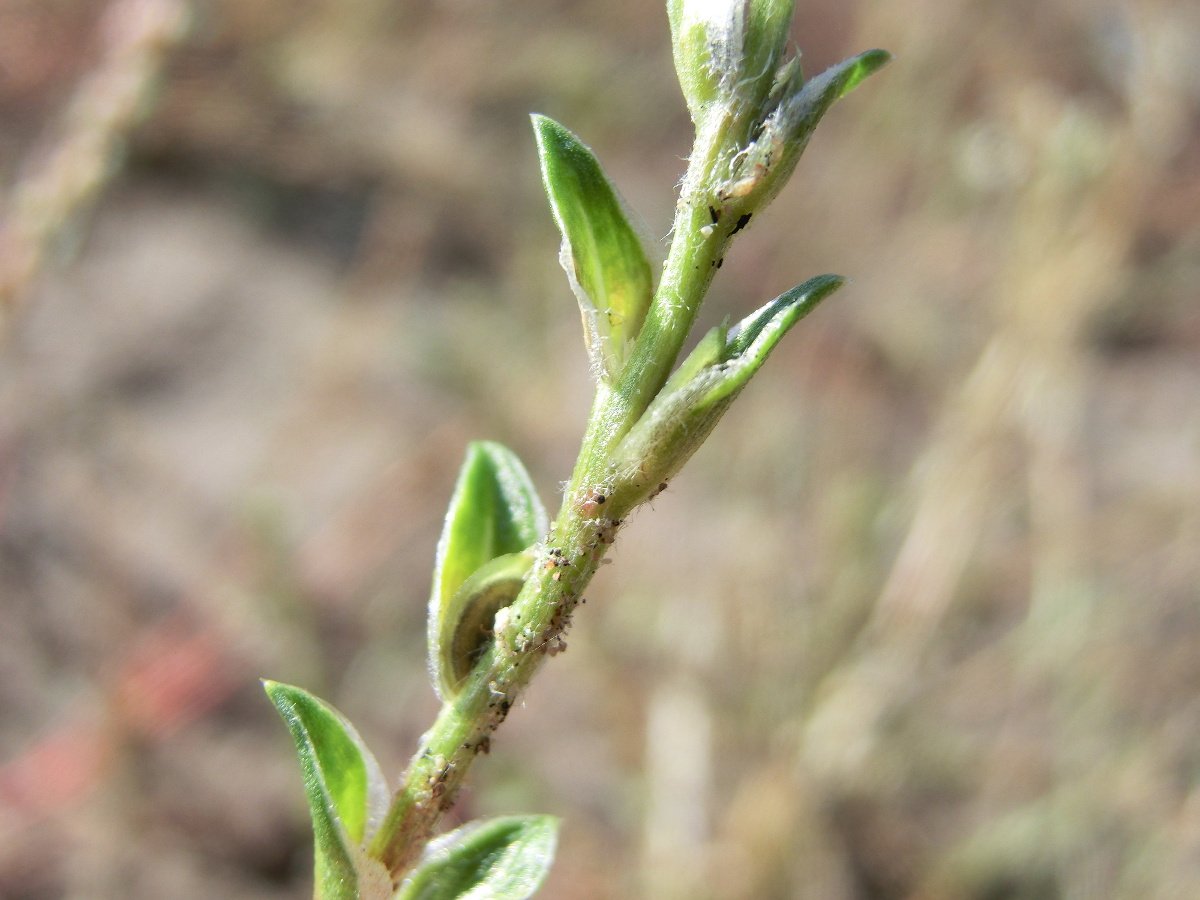
Schmalflügeliger Wanzensame (Corispermum leptopterum) (2012)
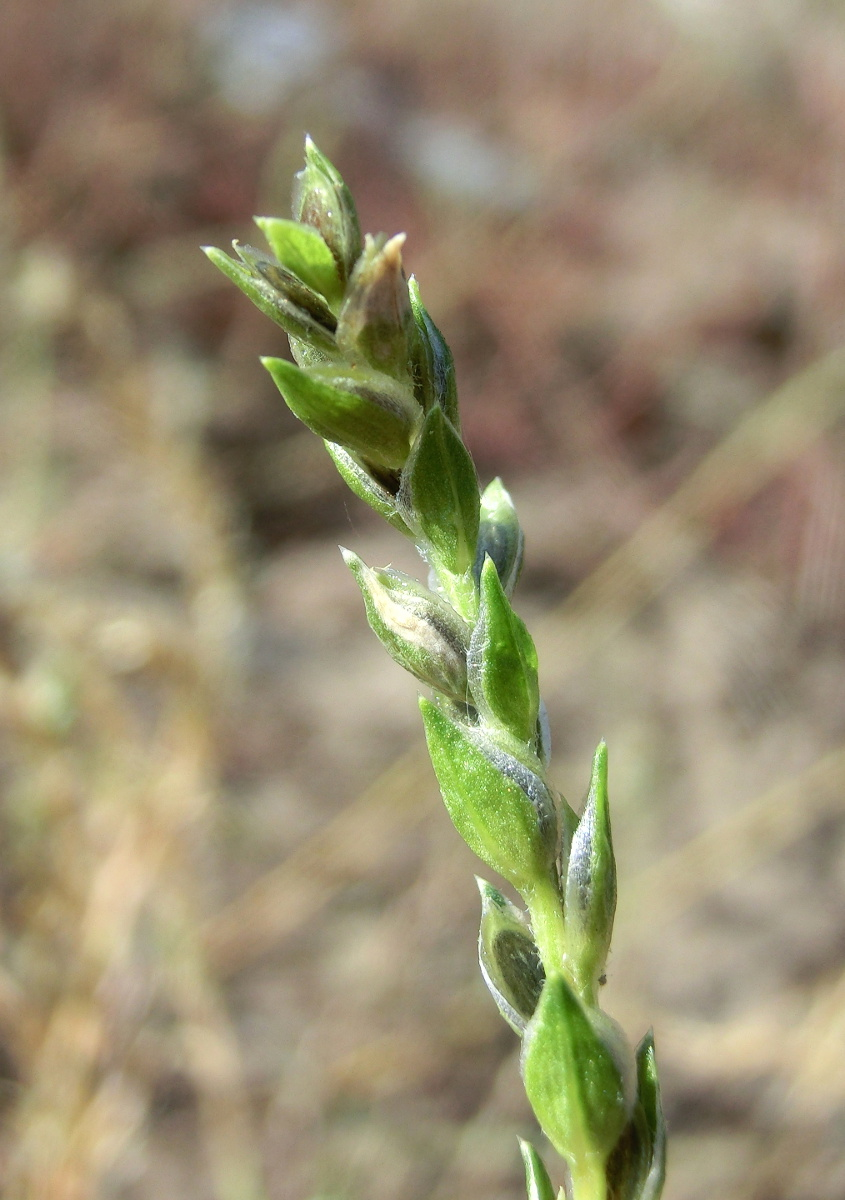
Schmalflügeliger Wanzensame (Corispermum leptopterum) (2012)
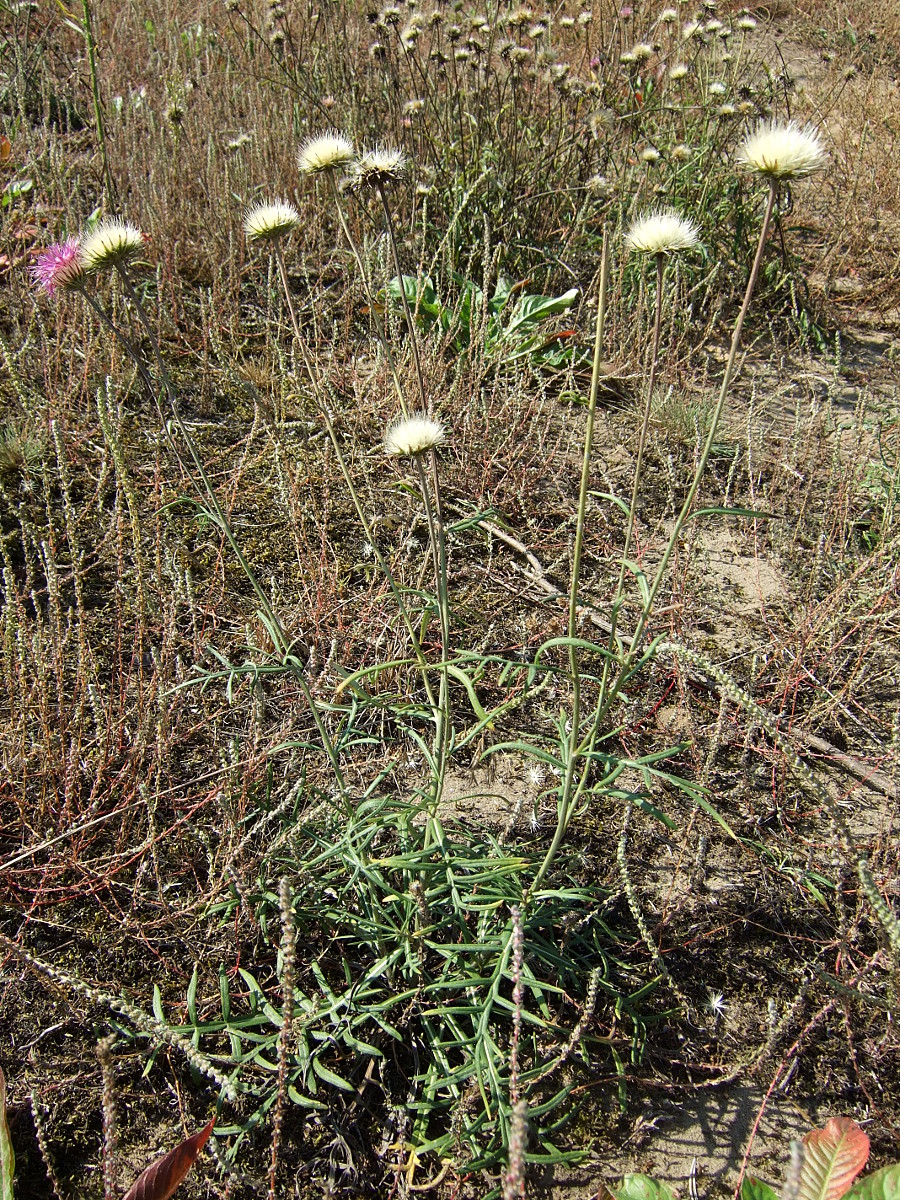
Sand-Silberscharte (Jurinea cyanoides) (2012)
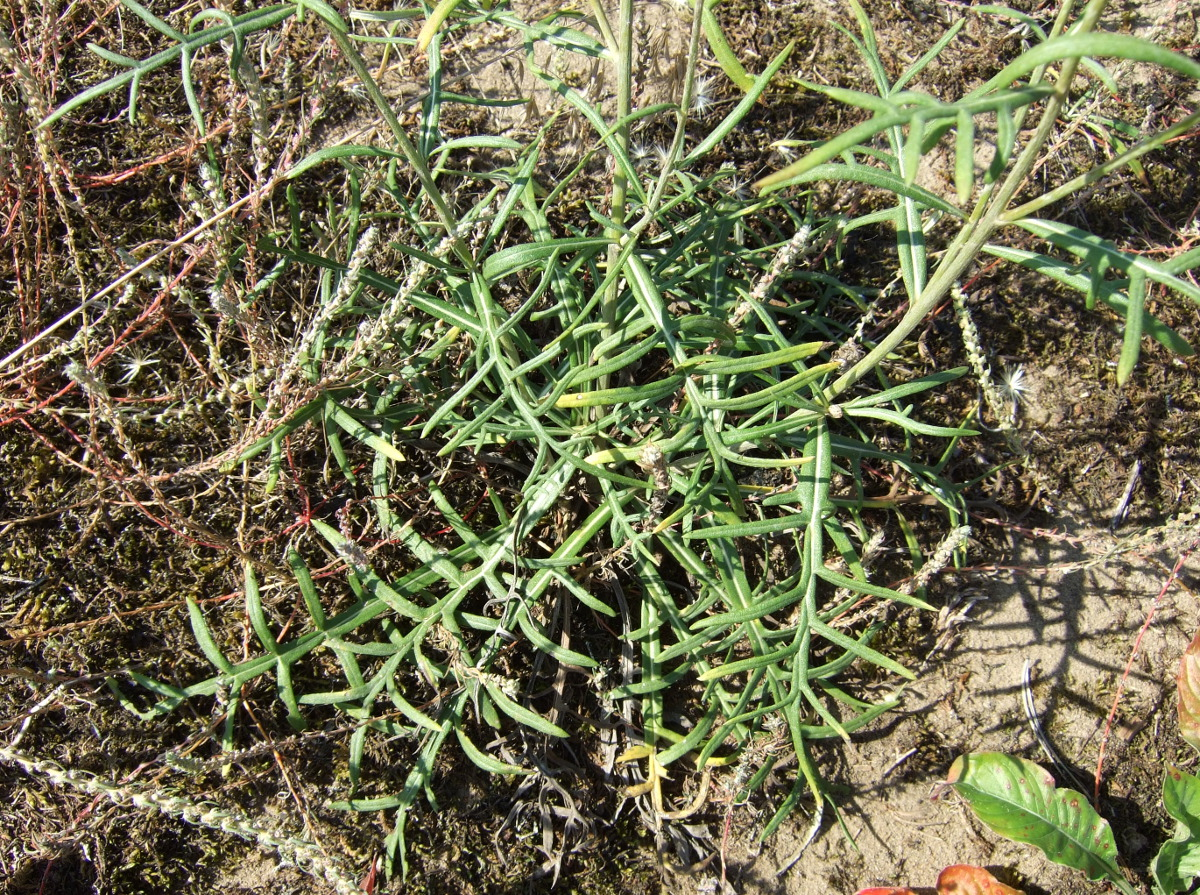
Sand-Silberscharte (Jurinea cyanoides) (2012)
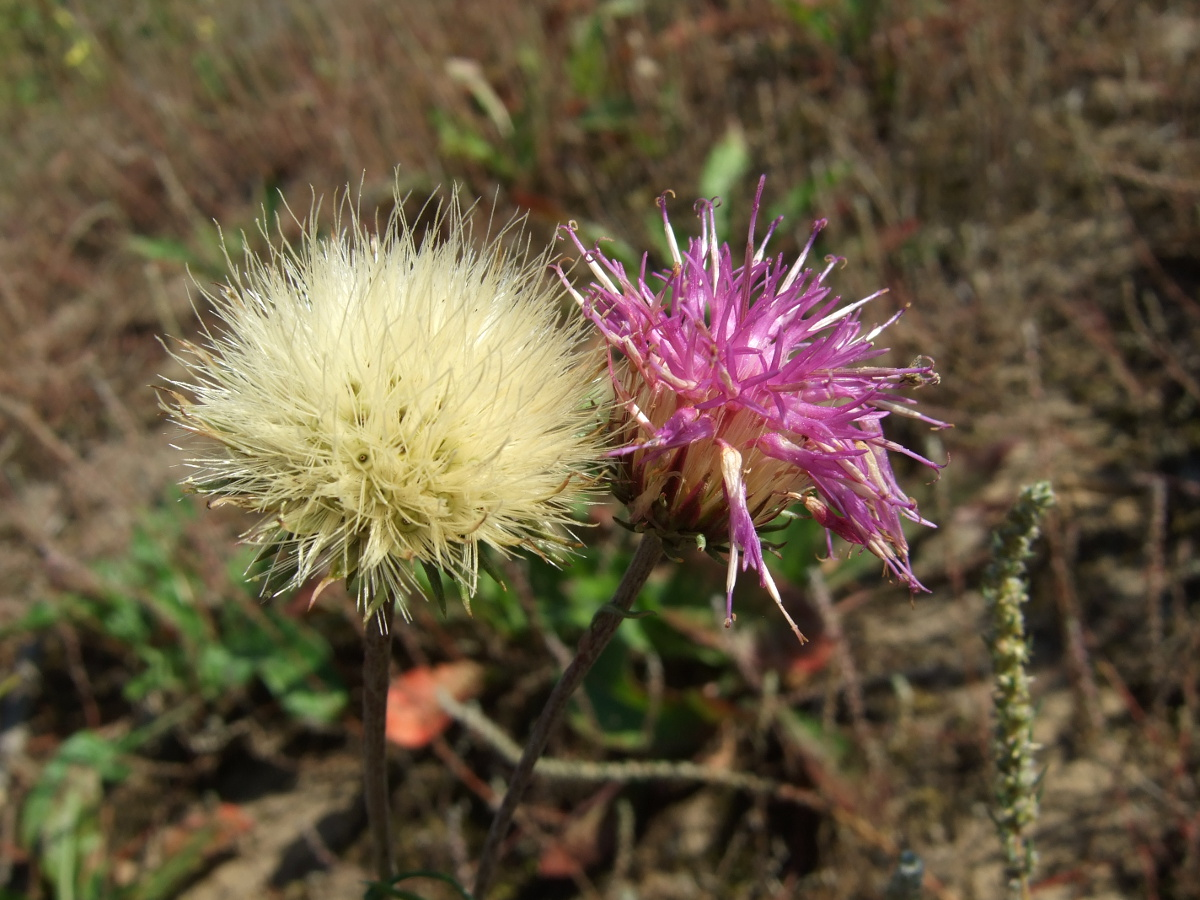
Sand-Silberscharte (Jurinea cyanoides) (2012)
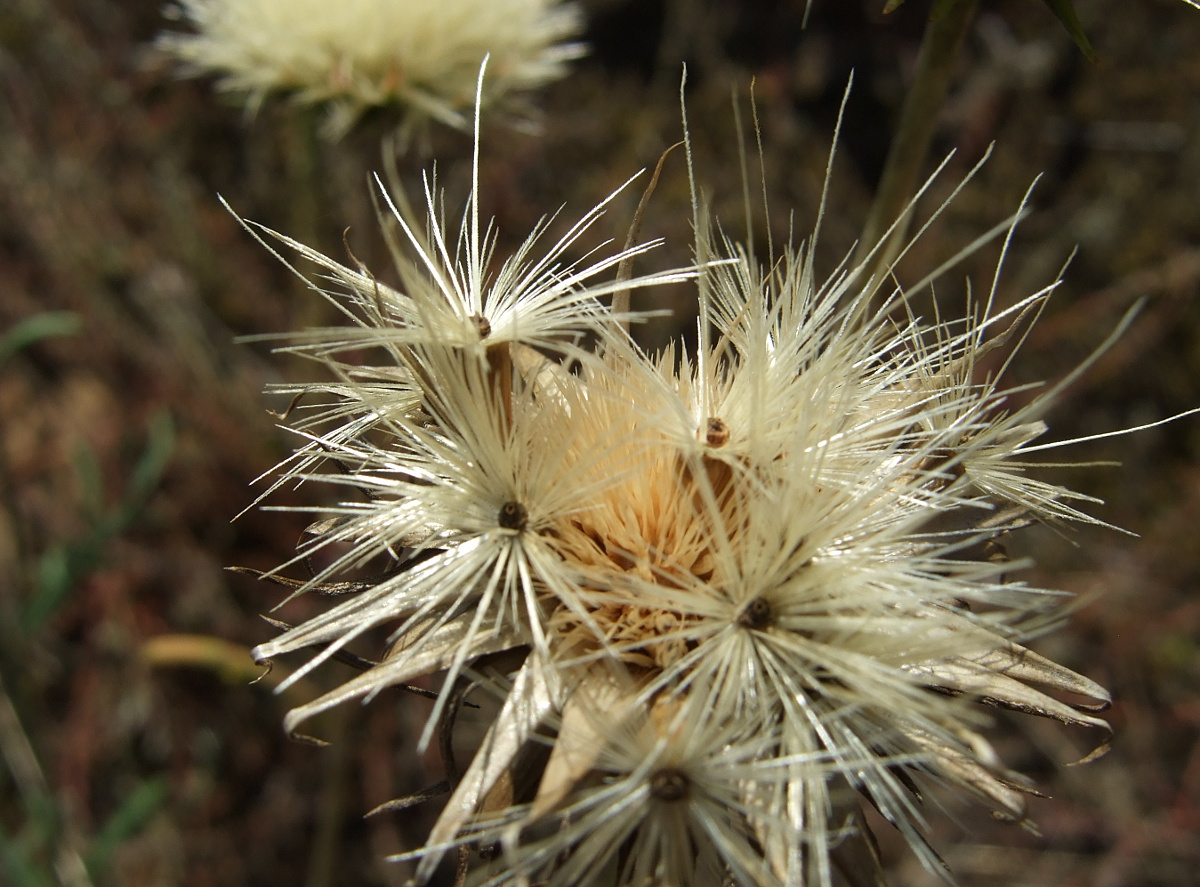
Sand-Silberscharte (Jurinea cyanoides) (2012)

## Sonstiges
Im Zweiten Weltkrieg befand sich auf der Düne eine Flakstellung.